# Rupatadin
Rupatadin (Handelsname: Urtimed, Hersteller:  J. Uriach y Cia, S. A., Spanien) ist eine chlorhaltige heterocyclische Verbindung, die zur Stoffklasse der Azine (hier Pyridin-Derivate) zählt. Als Arzneistoff gehört Rupatadin zur Gruppe der H1-Antihistaminika, der zur symptomatischen Behandlung der allergischen Rhinitis (Heuschnupfen) und chronischen Urtikaria (Nesselsucht) eingesetzt wird. Neben der antihistaminergen Wirkung hat es auch eine PAF (Plättchenaktivierender Faktor)-antagonistische Wirkung und somit einen dualen Wirkmechanismus. Es kann bei Erwachsenen sowie Kindern und Jugendlichen ab 12 Jahren in Form von Tabletten angewendet werden. Für Kinder im Alter von 2–11 Jahren gibt es eine Lösung zum Einnehmen.

## Chemie
Rupatadin gehört zur Gruppe der Pyridin- und Piperidin-Derivate. Es liegt im Präparat Rupafin® und Urtimed® als Salz der Fumarsäure vor. Die chemische Struktur von Rupatadin enthält zwei funktionelle Gruppen: die Piperidinylgruppe, welche für die antihistaminerge Aktivität am H1-Rezeptort verantwortlich ist, und die Lutidinylgruppe (Dimethylpyridinylgruppe, kommt zweifach vor), auf der die Aktivität an den PAF-Rezeptoren beruht. Die Struktur besitzt eine gewisse Ähnlichkeit zu Loratadin.

## Wirkmechanismus
Rupatadin wirkt ohne vorherige Verstoffwechselung an den H1- und PAF-Rezeptoren, ist also kein Prodrug. Rupatadin weist im Vergleich zu anderen Antihistaminika wie Levocetirizin oder Fexofenadin eine höhere Affinität zum H1-Rezeptor auf. Gleichzeitig blockiert Rupatadin die PAF-Rezeptoren. Diese Eigenschaft könnte bei allergisch bedingten, PAF-vermittelten Entzündungsprozessen ebenso wie bei Manifestationen bronchialer Hyperaktivität von Bedeutung sein. Bei Patienten mit einer Anaphylaxie ist PAF erhöht und korreliert mit der Schwere der Reaktion, insbesondere bei tödlich verlaufender Erdnuss-Allergie. Es kann deshalb von einem dualen Wirkprinzip gesprochen werden.

## Nebenwirkungen
Als häufigste Nebenwirkungen wurden Somnolenz (Müdigkeit), Kopfschmerzen und Erschöpfung beobachtet. Untersuchungen zur Verkehrssicherheit zeigten jedoch im Vergleich zu Placebo keine Veränderungen der Psychomotorik. Rupatadin hat auch in Dosierungen, die bis zum 10-fachen über den therapeutischen Dosen liegen, keinen Einfluss auf das Elektrokardiogramm (EKG) (QT-Intervall).

## Wechselwirkungen
Rupatadin wird über das Isoenzym CYP3A4 verstoffwechselt. Bei gleichzeitiger Einnahme von CYP3A4-Hemmern wie Ketoconazol, Erythromycin oder Grapefruitsaft kann es zu einer Erhöhung der systemischen Rupatadinexposition kommen. Eine Zunahme von Nebenwirkungen war damit nicht verbunden. Das Risiko für Wechselwirkungen mit Statinen, von denen die meisten über CYP3A4 verstoffwechselt werden, ist nicht bekannt.